# Kurt-Weill-Zentrum
Het Kurt-Weill-Zentrum is een herinneringscentrum (Gedenkstätte) in Dessau-Roßlau in de Duitse deelstaat Saksen-Anhalt. In het centrum bevindt zich onder meer een museum en bibliotheek die herinneren aan het leven en werk van Duits-Amerikaanse componist Kurt Weill (1900-1950).
Weill werd in 1900 in Dessau geboren en bracht hier zijn kindertijd en jeugd door. Nadat hij zijn studie aanving in Berlijn en ook zijn ouders Dessau verlieten, zijn er weinig tekenen dat hij er terug geweest is.
Het centrum werd in 1993 opgericht en kent een museaal gedeelte waarin een permanente expositie opgesteld staat en waar geregeld tijdelijke exposities worden gehouden. Verder is er een informatie- en documentatiecentrum met een mediatheek, bibliotheek en archief. Jaarlijks organiseert het centrum in het voorjaar het internationale Kurt Weill Fest Dessau.
Het centrum is gevestigd in het Meisterhaus van de Bauhaus-docent en schilder Lyonel Feininger, dat in 1925/26 gebouwd werd door architect en Bauhaus-directeur Walter Gropius. Het gebouw is opgenomen is op de Werelderfgoedlijst van de UNESCO.